# Zone de secours Dinaphi
(nl) Hulpverleningszone Dinaphi
(de) Hilfeleistungszone Dinaphi
La zone de secours Dinaphi (pour Dinant / Philippeville) est l'une des 34 zones de secours de Belgique et l'une des 3 zones de la province de Namur.

## Caractéristiques
La zone de secours DINAPHI occupe la moitié sud de la province de Namur et compte le plus grand nombre de casernes de la province. Elle occupe le 2e plus grand territoire de Wallonie, après la zone Luxembourg ; la plus grande distance d'un bout à l'autre dépasse les 100 km. Elle est limitrophe avec les zones de secours Nage, Val de Sambre, Hainaut Est, Hemeco et Luxembourg, ainsi qu'avec le Service Départemental d'Incendie et de Secours 08 Ardennes en France. Elle couvre toutes les communes des arrondissements administratifs de Dinant et de Philippeville.

### Communes protégées
La zone de secours Dinaphi couvre les 22 communes suivantes:
Anhée, Beauraing, Bièvre, Ciney, Dinant, Gedinne, Hamois, Hastière, Havelange, Houyet, Onhaye, Rochefort, Somme-Leuze, Vresse-sur-Semois, Yvoir, Cerfontaine, Couvin, Doische, Florennes, Philippeville, Viroinval et Walcourt.

## Casernes

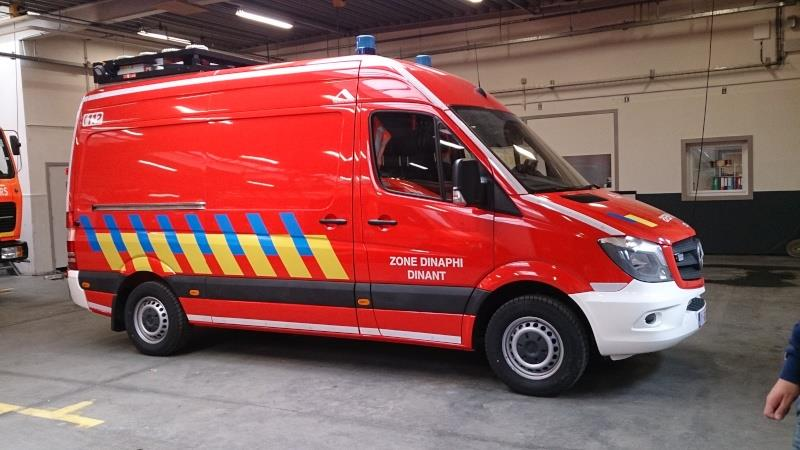
Véhicule balisage du poste de Dinant, sur châssis Mercedes-Benz Sprinter.

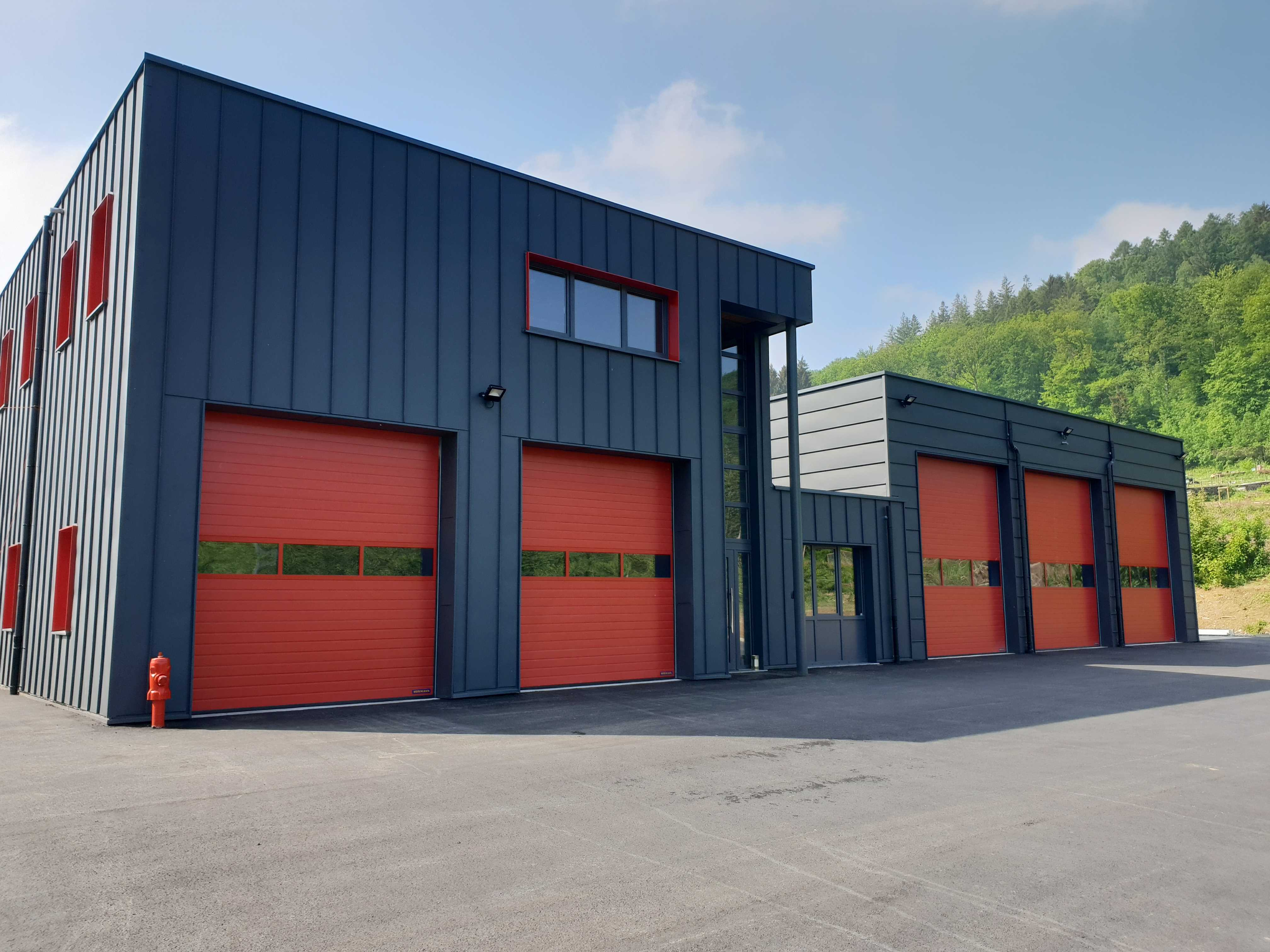
La nouvelle caserne des pompiers de Vresse-sur-Semois, inaugurée en 2018.

Voir aussi: Liste des services d'incendie belges
La zone Dinaphi est constituée de 12 casernes armées par environ 600 sapeurs-pompiers dont 90 % de pompiers volontaires. 
- Beauraing
- Cerfontaine
- Ciney
- Couvin
- Dinant
- Florennes
- Gedinne
- Philippeville
- Rochefort
- Vresse-sur-Semois
- Walcourt
- Yvoir

### Textes de loi
- Loi du 15 mai 2007 concernant la réforme de la sécurité civile belge[3].